# Michel Chevalier
Michel Chevalier (Limoges, 13 de janeiro de 1806 — 18 de novembro de 1879) foi um engenheiro, político e economista liberal francês.

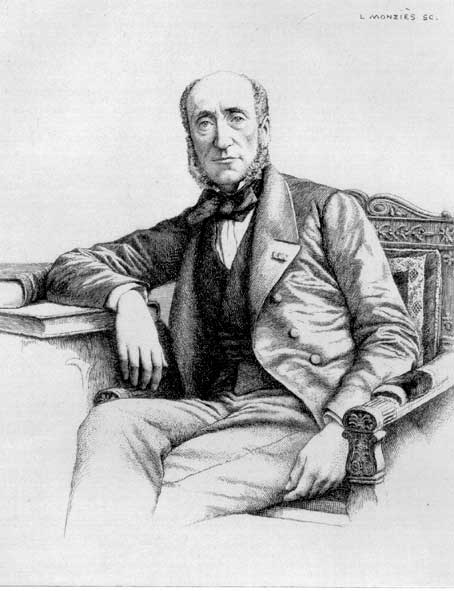
Michel Chevalier

## Biografia
Nascido em Limoges, Chevalier estudou na École Polytechnique, obtendo grau da engenharia na Escola de Minas de Paris, em 1829. Durante a Revolução de 1830, aderiu às ideias do Conde de Saint-Simon, passando a editar o boletim, Le Globe, que foi proibido em 1832, e motivou sua prisão.
Depois de solto, foi encarregado pelo Ministro do Interior, Adolphe Thiers, de uma missão no continente americano, visitando o México e os Estados Unidos, onde estudou os problemas financeiros daqueles dois países. 
Em 1837, escreveu o livro "Des intérèts matériels en France", que recebeu boa acolhida do público, e contribuiu para que ele se tornasse, aos 35 anos, professor de Economia Política, no Collège de France.
Em 1845, elegeu-se deputado pelo Departamento de Aveyron, conquistando o Senado em 1860. 
Junto com Richard Cobden e John Bright, elaborou o Acordo de Livre Comércio de 1860, entre a França e o Reino Unido, conhecido como "Cobden-Chevalier Treaty".

## Trabalhos
- Des intérèts matériels en France, 1837
- Histoire et description des voies de communication aux États-Unis, 1840-42, 2 volumes
- Essais de politique industrielle, 1843
- Cours d'économie politique, 1842-44 u. 1850, 3 volumes
- L'isthme de Panama, suivi d'un apercu sur l'isthme de Suez, 1844
- Les Brevets d'invention examinés dans leurs rapports avec le principe de la liberté du travail et avec le principe de l'égalité des citoyens, 1878